# Hart bei Graz
Hart bei Graz (già Hart bei Sankt Peter) è un comune austriaco di 4 540 abitanti nel distretto di Graz-Umgebung, in Stiria.